# アンリ (ルクセンブルク大公)
アンリ（フランス語: Henri,ドイツ語: Heinrich、1955年4月16日 - ）は、現ルクセンブルク大公。

## 経歴・人物
1964年、祖母のシャルロット大公が父・ジャンに譲位したため、大公世子となる。
1998年から摂政を務める。長男のギヨーム大公子が1999年に成人した（ルクセンブルクの成人年齢は18歳）ことを受けて、ジャン大公の譲位により2000年10月7日に即位した。
1980年、ジュネーヴ大学を卒業した。同じ大学で学んでいたマリア・テレサ・メストレ・イ・バティスタ（Maria Teresa Mestre y Batista, アメリカ出身の亡命キューバ人）と翌1981年2月14日に結婚。他国の王家か貴族の女性との結婚を望んでいたベルギー王女である母ジョゼフィーヌ＝シャルロットはこの結婚に消極的で、そのため嫁姑の間が上手くいかなかったという。2人の間に4男1女がある。
- ギヨーム（1981年11月11日 - ）大公世子。ステファニー・ド・ラノワと結婚。
- フェリックス（1984年6月3日 - ）
- ルイ（1986年8月3日 - ） - 2006年にテシー・アントニーと結婚、ガブリエルとノアの2男がいる。婚前妊娠による結婚であり、結婚に際しルイは大公位継承権を放棄している。
- アレクサンドラ（1991年2月16日 - ）
- セバスティアン（1992年4月16日 - ）

2017年11月に長女アレクサンドラと共に日本国を訪問。訪日の際には日本国政府より大勲位菊花大綬章及び大勲位菊花章頸飾が贈与された。

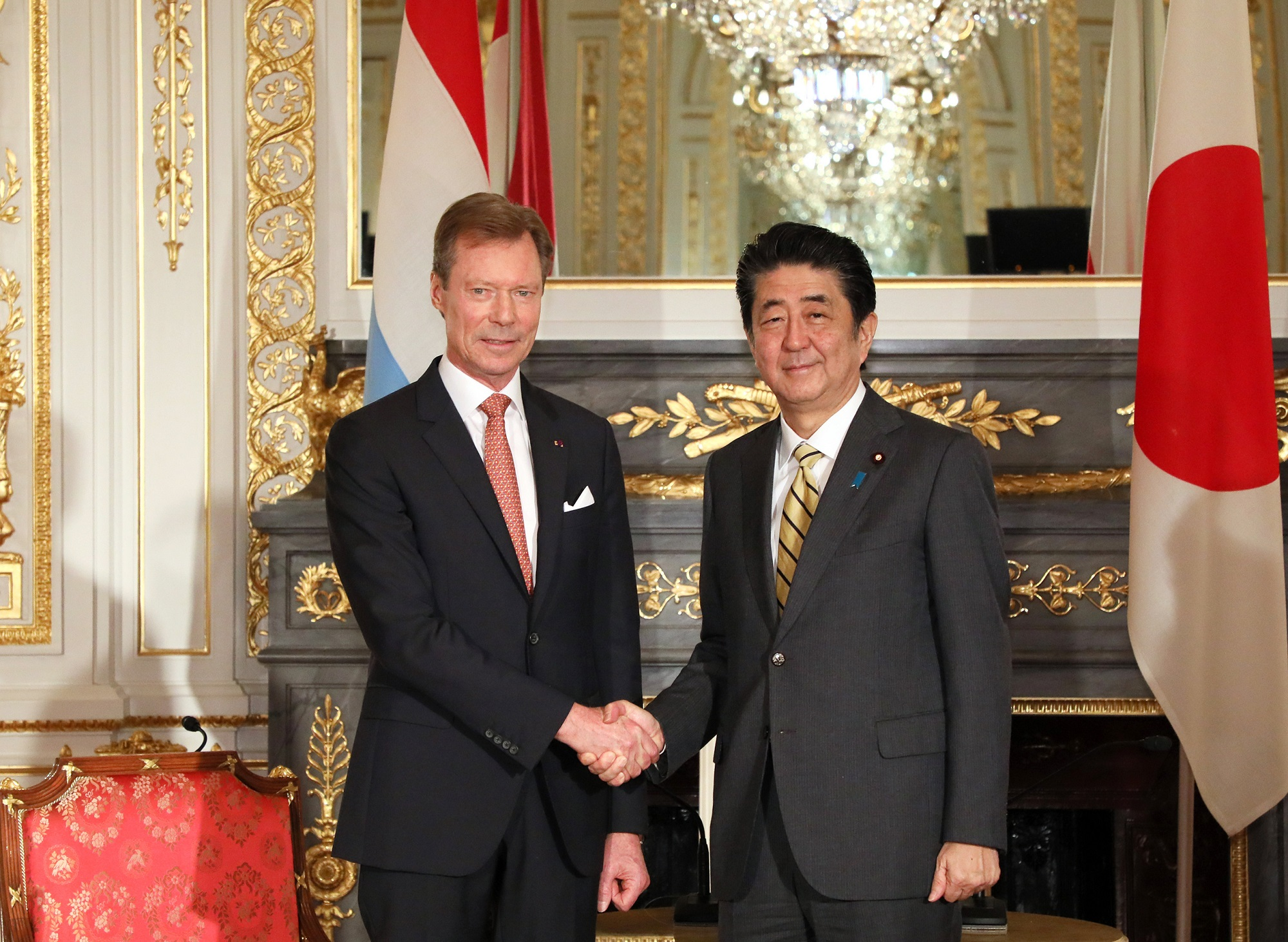
安倍晋三と会見するアンリ

2019年10月22日の即位礼正殿の儀に参列し、10月25日には迎賓館赤坂離宮で安倍晋三内閣総理大臣と懇談を行った。
2024年10月8日に長男ギヨームを摂政に任命。先述したようにアンリ自身も大公世子時代に摂政に任命され譲位されており、自らの退位に向けた道筋の一環と受け止められた。12月24日、2025年10月3日に退位しギヨームに譲位することを発表。

## 称号と敬称
（王統の）ルクセンブルク大公兼ナッサウ公兼ブルボン＝パルマ公子アンリ殿下
仏語：Son Altesse royale Henri de Nassau, grand-duc de Luxembourg, duc de Nassau, prince de Bourbon-Parme
独語：Seine Königliche Hoheit Henri, Großherzog von Luxemburg, Herzog von Nassau, Prinz von Bourbon-Parma

## 系図
| アンリ | 父: ジャン (ルクセンブルク大公)                  | 祖父: フェリックス・ド・ブルボン＝パルム | 曽祖父: ロベルト1世 (パルマ公)                     |
| アンリ | 父: ジャン (ルクセンブルク大公)                  | 祖父: フェリックス・ド・ブルボン＝パルム | 曽祖母: マリーア・アントーニア・デル・ポルトガッロ |
| アンリ | 父: ジャン (ルクセンブルク大公)                  | 祖母: シャルロット (ルクセンブルク大公)  | 曽祖父: ギヨーム4世 (ルクセンブルク大公)           |
| アンリ | 父: ジャン (ルクセンブルク大公)                  | 祖母: シャルロット (ルクセンブルク大公)  | 曽祖母: マリー＝アンヌ・ド・ポルテュガル           |
| アンリ | 母: ジョゼフィーヌ＝シャルロット・ド・ベルジック | 祖父: レオポルド3世 (ベルギー王)         | 曽祖父: アルベール1世 (ベルギー王)                 |
| アンリ | 母: ジョゼフィーヌ＝シャルロット・ド・ベルジック | 祖父: レオポルド3世 (ベルギー王)         | 曽祖母: エリザベート・ド・バヴィエール             |
| アンリ | 母: ジョゼフィーヌ＝シャルロット・ド・ベルジック | 祖母: アストリッド・ド・スエード         | 曽祖父: カール (ヴェステルイェートランド公)        |
| アンリ | 母: ジョゼフィーヌ＝シャルロット・ド・ベルジック | 祖母: アストリッド・ド・スエード         | 曽祖母: インゲボー・ア・ダンマーク                 |